# 阿爾巴王國

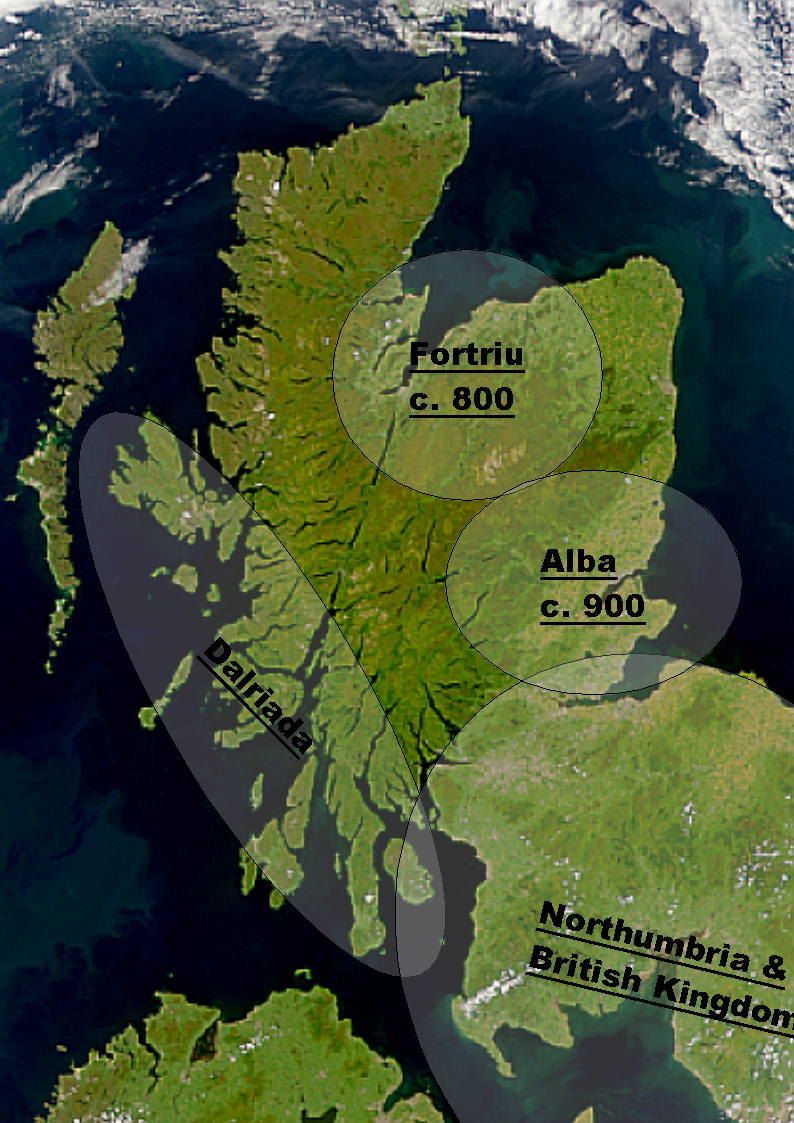
阿爾巴王國

阿尔巴王国（Kingdom of Alba）是苏格兰歷史上的一個國家，也是蘇格蘭王國的一個階段。阿爾巴王國始於900年唐纳德二世去世，一直至1286年亚历山大三世去世為止。后者的死间接导致1296年爱德华一世入侵苏格兰和第一次苏格兰独立战争。